# Nathan Evans
Nathan Evans, född 19 december 1994 i Inveraray, Skottland, är en brittisk sångare, känd för att sjunga sjömansvisor. Evans blev känd 2020 då han lade ut videor på den sociala plattformen TikTok där han sjöng sjömansvisor, vilket ledde till ett ökat intresse för genren bland TikToks användare. År 2021 släppte han en coverversion av 1800-talssjömansvisan Wellerman som toppade UK Singles Chart samt kom in på topplistor i flera andra länder.

## Biografi
Evans arbetade innan sitt genombrott som brevbärare för Royal Mail i Airdrie utanför Glasgow. Han har även en högskoleexamen i webbdesign.
Han lade ut sina egna framträdanden med pop- och folksånger på TikTok innan han började lägga ut framträdanden med sjömansvisor; den första sjömansvisan var Leave Her Johnny i juli 2020. Under de följande månaderna kom tittare på hans videoklipp att önska fler sjömansvisor, vilket fick Evans att lägga ut klipp där han sjunger The Scotsman och Wellerman, en nyzeeländsk sjömansvisa från 1800-talet, i december 2020.
Wellerman blev ett viralt klipp på TikTok med många visningar, vilket inspirerade andra användare att spela in andra sjömansvisor och att lägga upp remixade versioner av Evans original och egna versioner; bland annat kom Andrew Lloyd Webber, Jimmy Fallon, Brian May och Elon Musk att göra egna versioner. Wellerman kom fram till 22 januari att spelas åtta miljoner gånger och Evans nådde snart hundratusentals följare. Trenden med sjömansvisor på TikTok har i medier kallats "ShantyTok".
Evans signerade ett skivkontrakt om tre album med Polydor Records i januari 2021, och släppte sin officiella singelversion av Wellerman 22 januari, samt en dansremix med 220 Kid och duon Billen Ted.
Evans spelar in sina sjömansvisor a capella med flera mixade spår av sin egen röst. Han ackompanjerar sången med slag och klappar med händerna, och sjunger som baryton.